# Triodia claytonii
Triodia claytonii är en gräsart som beskrevs av Michael Lazarides. Triodia claytonii ingår i släktet Triodia och familjen gräs. Inga underarter finns listade i Catalogue of Life.